# DR Byen
DR Byen er DR's hovedsæde beliggende i Ørestad på den nordvestlige del af Amager. De første medarbejdere flyttede ind i DR Byen i 2006-2007, men hele byggeriet, inklusive Koncerthuset, stod først færdigt i 2010. Byggeriets enorme budgetoverskridelser har været meget omtalte, og var også en af hovedårsagerne til at tidligere generaldirektør Kenneth Plummer den 13. marts 2007 annoncerede at der ville blive skåret 521 stillinger væk, samt der her og nu skulle afskediges 300 ansatte. DR Byen erstattede Radiohuset på Frederiksberg og TV-Byen i Søborg.

## Opdeling
DR Byen på i alt ca. 131.000 m² inklusive kælder er opdelt i fire segmenter, der huser hver deres afdelinger. Alle segmenterne bindes sammen af "Indre Gade" på ca. 5.000 m² inklusive kælder, der gennemskærer DR Byen i 2. sals højde, og er omkring 180 meter lang.
Segment 1
Dette er DR Byens absolut største segment, og huser DR's egenproduktioner af tv. Segmentet er kendetegnet ved de sorte klinker der præger facaden. Arealet er i alt ca. 51.000 m2 inkl. kælder.
Segment 2
Segment 2 danner rammen om nyhedsformidling. Bygningen karakteriseres indendørs ved sit store centrale rum (også kaldet "nyhedsrummet"), der med sine bløde og åbne glasfacader, lader lyset strømme ind til arbejdspladserne i bygningen. Her optages de daglige sports- og nyhedsudsendelser, heriblandt TV Avisen og DR Nyheder fra det cirkulære studie i midten af det store rum. Desuden sendes flere af radiokanalen P3s udsendelser fra denne bygning. Segmentet er på ca. 32.000 m2 inkl. kælder.
Segment 3
Segment 3 er DR Byens midterste segment, der bl.a. består af det store atrium, der forbinder bygningerne. Atriumet er designet således, at temperaturerne følger årets gang. Bygningen rummer hele DR's administrative organisation, DR København og hovedparten af DR's interne servicefaciliteter, herunder kantinen. Segmentet er på ca. 17.000 m² inkl. kælder og er tegnet af Gottlieb Paludan Architects.
Koncerthuset
Koncerthuset (førhen nævnt som segment 4) er en bygning bestående af fire sale, og er tegnet af den berømte arkitekt Jean Nouvel. Huset er på ca. 26.000 m2 inkl. kælder.

## Budgetoverskridelserne
Oprindeligt var budgettet for opførelsen af DR's nye hovedsæde på 3 mia. kr. i 1999-priser (knapt 3,5 mia. i 2006-priser). Da byggeriet begyndte i 1999 blev der af den daværende kulturminister, Elsebeth Gerner Nielsen (R) lavet en usikkerhedsmargin, således at den endelige pris på byggeriet kunne blive 15 procent højere eller 10 procent lavere – det vil altså sige mellem 2,7 mia. eller 3,5 mia. kr.
Første budgetoverskridelse kom frem i 2004, hvor det blev meddelt, at byggeriet blev 300 mio. kr. dyrere. Det skyldtes blandt andet at byggeriet af DR Byens koncertsal var langt mere kompliceret end først antaget. Den daværende formand for DR's bestyrelse, Jørgen Kleener, mente ikke at han var blevet fyldestgørende orienteret om byggeriets udvikling. Christian S. Nissen blev afskediget som generaldirektør, og senere valgte Jørgen Kleener også at fratræde sin post.
I august 2005 tiltræder den nu forhenværende generaldirektør, Kenneth Plummer. Han varsler en strammere styring af økonomien i DR, og barberer ved en sparerunde 90 mio. kr. af DR's budget.
Den anden budgetoverskridelse offentliggøres i september 2006. Byggeriet bliver yderligere 600 mio. kr. dyrere. DR's økonomidirektør Bent Fjord fratræder som følge af overskridelsen.
TV-Avisen fortæller 10. oktober 2006, at byggeledelsen i hvert fald siden september 2005 har været klar over, at der kunne komme budgetoverskridelser på over 250 mio. kr. DR's bestyrelse beder to dage senere Rigsrevisionen om at kulegrave sagen. Forud for bestyrelsesmødet afskediges den ansvarlige for DR-byggeriet, Kjeld Boye Møller.
5. februar 2007 blev det offentliggjort, at byggeriet skrider med yderligere 700 mio. kr., således at den samlede regning i 1999-priser bliver på 4,7 mia. kr., svarende til 5,5 mia. kr. i 2007-priser. Altså er byggeriet blevet 34 procent dyrere i 1999-priser end den maksimale usikkerhedsmargin tillod.
13. marts 2007 offentligør generaldirektør Kenneth Plummer en omfattende spareplan, der indebærer fyring af 300 medarbejdere og besparelser på 300 mio. kr om året fra 2008. I alt nedlægges 521 stillinger.
I det oprindelige budget var der ikke inkluderet et nødstrømsanlæg. Hvis nødstrømsanlægget medregnes, bliver overskridelsen 0,3 mia. kr. større, jf. revisionsundersøgelsen, punkt 2.2.
Bygningskompleksets navn er et eksempel på særskrivning (jf. TV-Byen og Radiohuset).

## Fodnoter
1. 1 2  "Lading arkitekter: DR BYEN". Arkiveret fra originalen 6. september 2013. Hentet 22. marts 2013.
2. ↑  Om DR Byen dr.dk
3. ↑  Om DR Byen - Indre gade
4. 1 2  Om DR Byen - Segment 1 dr.dk
5. ↑  Om DR Byen - Segment 2
6. ↑  Om DR Byen - Segment 3

55°39′29″N 12°35′26″Ø / 55.65806°N 12.59056°Ø